# Thug Motivation 103: Hustlerz Ambition
Thug Motivation 103: Hustlerz Ambition (с англ. — «Бандитская мотивация 103: Амбиции жулика») — четвёртый студийный альбом американского рэпера Young Jeezy, выпущенный 20 декабря 2011 года мейджор-лейблом Def Jam. В записи пластинки приняли участие Jay-Z, Future, Lil Wayne, T.I., Ne-Yo, Snoop Dogg, André 3000, Plies, Jill Scott и другие.

## Предыстория
После анонса в 2009 году альбом пропустил несколько дат своего выхода, включая июнь, август и декабрь 2010 года и 26 июля 2011 года. Сам музыкант, посредством аккаунта в Twitter, объявил о том, что запись пластинки давно закончена, и релиз откладывается по другим причинам. Дата выхода нового творения Young Jeezy объявил во время концерта в нью-йоркском Highline Ballroom, где и исполнил трек-лист новинки. Во время выступления 25 июля 2011 года он сказал о том, что Thug Motivation 103 выйдет 20 сентября 2011 года. Но после этого дата выхода была перенесена на 20 декабря 2011 года.

## Приглашённые исполнители
7 ноября 2011 года Young Jeezy подтвердил участие в записи альбома Ne-Yo, Snoop Dogg, Plies, Эминема, Дрейка, Bun B, Jadakiss, Jill Scott, Fabolous, T.I., Andre 3000, Jay-Z, 2 Chainz и Wiz Khalifa. Однако в итоговом трек-листе Эминем, Дрейк, Bun B и Wiz Khalifa не появились. Помимо вышеуказанных исполнителей, на пластинке отметились Lil Wayne, Trick Daddy, Freddie Gibbs, Mitchelle’l и Future.

## Синглы
Главный сингл с альбома — «Lose My Mind» был выпущен 30 марта 2010 года. Он смог достичь 35 место в Billboard Hot 100. В 2010 году песня была номинирована на премию Грэмми в номинации «Лучшее рэп-исполнение дуэтом или группой». За 2010 год были выпущены ещё 2 сингла: 3 июля — «All White Everything», и 3 августа -«Jizzle». Песни достигли 82 и 69 места в Hot R&B/Hip-Hop Songs, однако ни одна из них не попала в финальный трек-лист.
«Ballin’» стал первым промосинглом в США, и был выпущен 17 мая 2011 года. Композиция достигла 57 места в «Billboard» Hot 100. Официальное видео, чьим режиссёром стал Колин Тиллей, появилось 9 июля. Но в передаче радиостанции Hot 97 Young Jeezy заметил, что песня не является синглом с альбома, а вторым синглом будет песня — «Shake Life», чья премьера и состоялась в этом шоу. Релиз в сети состоялся 22 июля 2011 года, а на iTunes — 2 августа. Композиция содержит семпл из песни группы Toto «Georgy Porgy». Песня дебютировала на 76 месте в Hot R&B/Hip Hop Songs, и смогла достичь 46 позиции.
«F.A.M.E.» вышла в качестве второго сингла 11 октября 2011 года.

## Видео
- Lose My Mind (при участии Plies)
- Ballin’ (при участии Lil Wayne)
- F.A.M.E. (при участии T.I.)
- Nothing
- OJ (при участии Fabolous и Jadakiss)
- Supa Freak (при участии 2 Chainz)
- Leave You Alone (при участии Ne-Yo)

| Оценки критиков | Оценки критиков |
| Источник        | Оценка          |
| --------------- | --------------- |
| Allmusic        | [ 14 ]          |
| AllHipHop       | (7/10)          |
| HipHopDX        | [ 16 ]          |
| LA Times        | [ 17 ]          |
| Rolling Stone   | [ 18 ]          |
| Slant Magazine  | [ 19 ]          |
| Spin            | (7/10)          |
| USA Today       | [ 21 ]          |
| XXL             | [ 22 ]          |

## Критика
Thug Motivation 103: Hustlerz Ambition вызвал смешанную реакцию у музыкальной прессы. По данным Metacritic, основанного на 15 обзорах, у пластинки — 68 % из 100.

## Коммерческий успех
После первой недели продаж альбом дебютировал на строчке № 3 в чарте Billboard 200, продав более 233 000 экземпляров.
31 января 2012 года альбом получил золотой сертификат RIAA, преодолев отметку 500 000 проданных копий. По состоянию на 7 марта 2013 года количество продаж достигло более 636 000 эквивалентных единиц.
2 июля 2020 года альбом получил Платиновый сертификат RIAA, преодолев отметку 1 000 000 проданных копий.

## История выпусков
| Страна | Дата            | Формат                             | Лейбл              |
| ------ | --------------- | ---------------------------------- | ------------------ |
| США    | 20 декабря 2011 | Компакт-диск, цифровая дистрибуция | Def Jam Recordings |
| США    | 9 августа 2019  | Грампластинка                      | Def Jam Recordings |

## Список композиций
| №                   | Название                                                                 | Автор(ы) | Продюсер               | Длительность |
| ------------------- | ------------------------------------------------------------------------ | --- | ---------------------- | ------------ |
| 1.                  | «Waiting»                                                                | Джей Дженкинс Антуан Кирни | Lil’ Lody              | 3:30         |
| 2.                  | «What I Do (Just Like That)»                                             | Джей Дженкинс Кристофер Голсон | Drumma Boy             | 4:17         |
| 3.                  | «OJ» (при участии Fabolous и Jadakiss)                                   | Джей Дженкинс Антуан Кирни Джон Джексон Джейсон Филлипс Масааки Хирао Казуо Коике Коудзи Рюзаки                                              | Lil’ Lody              | 4:04         |
| 4.                  | «Nothing»                                                                | Джей Дженкинс Антуан Кирни | Lil’ Lody              | 4:03         |
| 5.                  | «Way Too Gone» (при участии Future)                                      | Джей Дженкинс Майкл Уильямс Маркел Миддлбрукс Нейведиус Уилбёрн                                                                              | Mike Will Made It Marz | 4:48         |
| 6.                  | «SupaFreak» (при участии 2 Chainz)                                       | Джей Дженкинс Дуэйн Ричардсон Таухид Эппс | D. Rich                | 4:26         |
| 7.                  | «All We Do»                                                              | Джей Дженкинс Трейси Севелл | Midnight Black         | 5:04         |
| 8.                  | «Leave You Alone» (при участии Ne-Yo)                                    | Джей Дженкинс Уоррен Гриффин Лонни Листон Смит Шаффер Смит                                                                                   | Warren G               | 5:29         |
| 9.                  | «Everythang»                                                             | Джей Дженкинс Антуан Кирни | Lil’ Lody              | 3:38         |
| 10.                 | «Trapped» (при участии Jill Scott)                                       | Джей Дженкинс Эрик Ортиз Кеннет Бартоломей Кевин Кроув Джилл Скотт                                                                           | J.U.S.T.I.C.E. League  | 3:58         |
| 11.                 | «F.A.M.E.» (при участии T.I.)                                            | Джей Дженкинс Эрик Ортиз Кеннет Бартоломей Кевин Кроув Клиффорд Харрис-мл. Эндрю Беардмор Джонатан Грант Энтони МакГиннесс Пааво Силджамейки | J.U.S.T.I.C.E. League  | 4:07         |
| 12.                 | «I Do» (при участии Jay-Z и André 3000)                                  | Джей Дженкинс Джошуа Бэнкс Шон Картер Андре Бенджамин Ленни Уильямс                                                                          | M16                    | 5:12         |
| 13.                 | «Higher Learning» (при участии Snoop Dogg, Devin the Dude и Mitchelle’l) | Джей Дженкинс Майкл Дюпри Дарвин Куинн Келвин Бродус-мл. Дэвин Коупленд                                                                      | Emaydee Lil’ C         | 3:44         |
| 14.                 | «This One’s for You» (при участии Trick Daddy)                           | Джей Дженкинс Антуан Кирни Морис Янг | Lil’ Lody              | 5:26         |
| Общая длительность: | Общая длительность:                                                      | Общая длительность: | Общая длительность:    | 61:47        |

| №                   | Название                           | Автор(ы)                                          | Продюсер            | Длительность |
| ------------------- | ---------------------------------- | ------------------------------------------------- | ------------------- | ------------ |
| 15.                 | «.38» (при уч. Freddie Gibbs)      | Джей Дженкинс Антуан Кирни Фредрик Типтон         | Lil’ Lody           | 5:05         |
| 16.                 | «Ballin’» (при участии Lil Wayne)  | Джей Дженкинс Антуан Кирни Дуэйн Картер-мл.       | Lil’ Lody           | 4:44         |
| 17.                 | «Lose My Mind» (при участии Plies) | Джей Дженкинс Кристофер Голсон Алгернод Вашингтон | Drumma Boy          | 4:01         |
| 18.                 | «Never Be the Same»                | Джей Дженкинс Антуан Кирни                        | Lil’ Lody           | 4:01         |
| Общая длительность: | Общая длительность:                | Общая длительность:                               | Общая длительность: | 79:39        |

Использованные семплы
- «O.J.»: 梶 芽衣子 — «晩夏»

- «SupaFreak»: Rick James — «Super Freak»

- «Leave You Alone»: Lonnie Liston Smith — «Garden of Peace»

- «F.A.M.E.»: Above & Beyond — «Air for Life» / The Grass Roots — «You and Love Are the Same»

- «I Do»: Lenny Williams — «Let's Talk It Over»